# Catharina Frederika Gestman
Catharina Frederika Gestman (Amsterdam 2 november 1886 – Den Haag, 20 april 1959) was een Nederlands zangeres. Haar stembereik was sopraan.
Ze was dochter van boekdrukker/letterzetter Jan George Gestman en Aaltje Rommerts. In 1911 huwde ze kosterszoon en musicus Ben Geysel.  Het stel werd plaatselijk bekend als Bennie en Cathrien Geijsel. Dochter Cecilia (Cilly) Geysel studeerde piano in Berlijn bij Jenny Krause (dochter van Martin Krause, leerling van Franz Liszt) en trouwde met Wim Klein, hun dochter Patty Klein werd striptekenaar. Haar neef Cantius Geysel ging ook de muziek in en werd bas/bariton.
Ze kreeg opleiding van Mejuffrouw J. de Boer en organist Willem van Thienen te Delft; het gezin woonde enige tijd in Den Haag. In 1909 maakte zij haar debuut als de regimentsdochter in La Fille du regiment van Gaetano Donizetti. In 1918 stond zij (zangeres) samen met haar man (dirigent van Liedertafel Zang en vriendschap) in de grote zaal van het Concertgebouw. In 1925 stond het echtpaar op het podium van de Groote Schouwbrug in Rotterdam, waarbij hij het Rotterdams Philharmonisch Orkest van Willem Feltzer dirigeerde. Het echtpaar vertrok het jaar daarop naar Berlijn, maar keerde in 1937 onder druk van het Naziregime terug naar Nederland. Hij had kritiek op dat regime en dreigde afgevoerd te worden naar een concentratiekamp. Van de periode na de Tweede Wereldoorlog zijn van haar geen optredens meer bekend. Haar man vertrok naar een voormalige minnares en liet haar berooid achter.